# 武成 (李希烈)
武成（784年-786年四月）是唐朝时李希烈所用的年号，共计3年。

## 纪年
| 武成 | 元年  | 二年  | 三年  |
| ---- | ----- | ----- | ----- |
| 公元 | 784年 | 785年 | 786年 |
| 干支 | 甲子  | 乙丑  | 丙寅  |

## 參看
- 中国年号列表
- 其他时期使用的武成年号
- 同期存在的其他政权年号
  - 興元（784年）：唐德宗的年号
  - 貞元（785年-805年八月）：唐德宗的年号
  - 天皇（784年正月-六月）：唐朝时叛变将领朱泚所用的年号
  - 延曆（782年八月十九日—806年五月十八日）：奈良時代、平安時代桓武天皇之年號
  - 大興（738年—794年）：渤海文王大欽茂之年號
  - 上元（784年起）：南詔領袖異牟尋之年號